# JR西日本プライベートリート投資法人
JR西日本プライベートリート投資法人（ジェイアールにしにほんプライベートリートとうしほうじん）は、大阪市北区にある投資法人（私募リート）。

## 概要
総合型の私募リートである。スポンサーは西日本旅客鉄道株式会社（JR西日本）グループで、資産運用会社はJR西日本不動産投資顧問株式会社（株主は、JR西日本不動産開発株式会社90％、JR西日本プロパティーズ株式会社10％）。
ポートフォリオ構築方針は、エリア別ではJR西日本沿線エリアが70%以上、首都圏・その他エリアが30%以下で、用途別ではオフィス・レジデンス・商業施設・ホテルが70%以上、物流施設・ヘルスケア施設・その他が30%以下としている。
2023年（令和5年）6月7日に設立され、9月1日に資産規模約260億円で運用開始を開始した。2027年度末に700億円超、2030年代に1,000億円の運用資産規模を目指すとしている。

## 沿革
設立前の経緯
JR西日本とJR西日本不動産開発は、2021年（令和3年）3月に不動産私募ファンド「合同会社JRWESTファンド第1号」（資産規模約100億円）の設立と、数年後に私募REITの設立する検討をしていることを発表し、2022年（令和4年）3月には「合同会社JRWESTファンド第2号」（資産規模約140億円）を設立したことを発表した。同年7月には資産運用会社のJR西日本不動産投資顧問を設立した。2023（令和5年）3月には私募REITの同年度に運用開始予定であることと「合同会社JRWDファンド第4号」を設立したことを発表し、同年8月には改めて同年度中に運用開始予定であることと「合同会社JRWDファンド第5号」を設立したことを発表した。
JR西日本グループ中期経営計画2025においては、「不動産・まちづくりのさらなる展開」で「マネジメント分野の強化と資産効率向上」の一環として「私募REITの設立・規模拡大」が位置づけられた。
設立以降
- 2023年（令和5年）6月7日 - 設立[1]
- 2023年（令和5年）7月26日 - 内閣総理大臣による登録の実施（登録番号：近畿財務局長 第8号）[13]
- 2023年（令和5年）9月1日 - 運用開始（資産規模約260億円）[1]

## ポートフォリオ
資産規模（取得価格ベース）は、運用開始時に約260億円。
当初組入物件は、JR金沢駅西第一NKビル、JR尼崎駅北NKビル、京都府所在の商業施設、大阪府所在の商業施設、東京都と埼玉県所在のレジデンスなどである。

## 投資主
運用開始時に、西日本旅客鉄道（JR西日本）、日本政策投資銀行、農林中央金庫、三菱UFJ銀行等が出資した。